# Zhanylsynzat Turganbaeva
Zhanylsynzat Turganbaeva (kirguís: Жаңылсынзат Турганбаева)  (1970) és una professora universitària, traductora, emprenedora i activista per la preservació de la cultura del Kirguizistan. Dirigeix el complex ètnic "Supara", que va fundar el 2009 amb el seu espòs Tabildy Egemberdiev (1951-2015), professor, activista i empresari. És fundadora de la marca Alay Yurt Camp.

## Trajectòria
Convençuda que potenciar el turisme i preservar de la naturalesa poden ser conceptes complementaris, és cofundadora de Supara, a Bishkek, el 2009, juntament amb el seu marit. L'espai, centrat en el turisme de naturalesa, es basa en la preservació de l'espai natural, concretat en la potenciació de l'aire, l'aigua, la natura i les persones. Els promotors de l'espai es volen allunyar de les influències externes com la gespa dels jardins occidentals. Als voltants de Supara hi ha plantes rares que va portar el seu marit, Tabildi Egemberdiev, de les regions muntanyoses. El complex etnològic compra tots els productes lactis només als residents locals. Van donar un nou impuls al projecte creant un nou espai etnogràfic a Chunkurchak el 2014. Un any després, el 2015, el seu marit va morir. Zhanylsynzat Turganbaeva va decidir agafar les regnes del complex, que ha seguit desenvolupant en diversos àmbits, iniciant l'exportació d'aliments i flors.
És una de les autores del llibre "La cultura alimentària dels pobles de Kirguizistan i Turquia.
El desembre de 2024 va ser inclosa en la llista de les 100 Women de la BBC, que destaca les dones més inspiradores i influents de l'any.